# Comuna Cetingrad, Karlovac
Cetingrad este o comună în cantonul Karlovac, Croația, având o populație de 2.027 de locuitori (2011).

## Demografie
Componența etnică a comunei Cetingrad
     Croați (74,49%)
     Bosniaci (15,49%)
     Sârbi (4,98%)
     Necunoscut (0,74%)
     Neclasificat (3,9%)
Componența confesională a comunei Cetingrad
     Catolici (72,37%)
     Musulmani (20,62%)
     Ortodocși (5,08%)
     Fără religie și atei (1,04%)
     Necunoscută (0,74%)
     Alte religii (0,15%)
Conform recensământului din 2011, comuna Cetingrad avea 2.027 de locuitori. Din punct de vedere etnic, majoritatea locuitorilor (74,49%) erau croați, existând și minorități de bosniaci (15,49%) și sârbi (4,98%). Apartenența etnică nu este cunoscută în cazul a 0,74% din locuitori. Din punct de vedere confesional, majoritatea locuitorilor (72,37%) erau catolici, existând și minorități de musulmani (20,62%), ortodocși (5,08%) și persoane fără religie și atei (1,04%). Pentru 0,74% din locuitori nu este cunoscută apartenența confesională.